# Dare Ulaga
Dare Ulaga, slovenski igralec, * 9. februar 1931, Škocjan pri Novem mestu, † 30. junij 1987, Ljubljana.
Osnovno šolo je obiskoval v Trebnjem (1937–1941), nižjo gimnazijo v Novem mestu (1942–1946), 3-letni kmetijski tehnikum pa v Mariboru (1947–1950). Služboval je 1950–1953 kot kmetijski tehnik na gospodarstvu Predsedstva vlade LRS (Brdo pri Kranju), v letih 1954–1955 je študiral agronomomijo na Agronomski fakulteti v Ljubljani nato pa 1955 do 1959 igralstvo na Akademija za igralsko umetnost in leta 1971 diplomiral. Leta 1959 je postal član MGL v Ljubljani, kjer je odigral številne dramske vloge. Več vlog je upodobil tudi v slovenskih filmih: Zarota (1964), Amandus (1966), Zgodba, ki je ni (1966), Na papirnatih avionih (1967) in Oxygen (1970); televizijskih igrah npr.: Saša Vuga, Rekviem za heroje, (1966); Giovanni Boccaccio, Dekameron, (1971); Astrid Lindgren, Erazem in potepuh (1971); Ivan Tavčar, Cvetje v jeseni (1973) in drugih, ter radijskih igrah. Pokopan je v Lovrencu na Pohorju.

## Nagrade
- nagrada Prešernovega sklada (1965)
- Severjeva nagrada (1973)
- Borštnikova nagrada (1979)